# Касуга-дзукури
Касуга-дзукури (яп. 春日造り «стиль Касуга») — архитектурный стиль главного здания (хондэна) синтоистских храмов в Японии, берущий своё название от святилища Касуга тайся в Наре. Был одним из самых распространённых в позднее средневековье, наряду с нагарэ-дзукури. Сегодня его можно встретить в небольших святилищах Нары и Киото.
Для этого стиля характерны двускатные щипцовые крыши, покрытые лемехом дерева хиноки. Вход расположен со стороны шипца и находится под отдельным козырьком кохай (яп. 向拝). Большинство святилищ в этом стиле невелики и имеют лишь один пролёт, существует несколько святилищ с тремя пролётами. С торцов крыши расположены горизонтальные брёвна — кацуоги (яп. 堅魚木), перекрещивающиеся стропила образуют характерную форму — тиги (яп. 千木). Столбы часто красят в характерный красный цвет (яп. 朱, сю), дощатые стены — в белый. Касуга-дзукури стал первым синтоистским стилем, где фронтон был декорирован. Вначале с конька свисала небольшая резная дощечка, позже фронтон стала закрывать деревянная стенка, покрытая сложной резьбой.
Древнейшие сохранившиеся храмы в этом стиле — Касуга-до и Хакусан-до в Эндзё-дзи в Наре.